# José de Ribera
Jusepe de Ribera ( Valencian: [josep ðe riˈβeɾa];n. 12 ianuarie 1591, Játiva, Comunitatea Valenciană, Spania – d. 3 septembrie 1652, Napoli, Regatul Neapolelui) a fost un pictor spaniol care și-a dezvoltat meseria în Italia. Artist al tenebrismului, a fost cunoscut sub numele de „Lo Spagnoletto”.

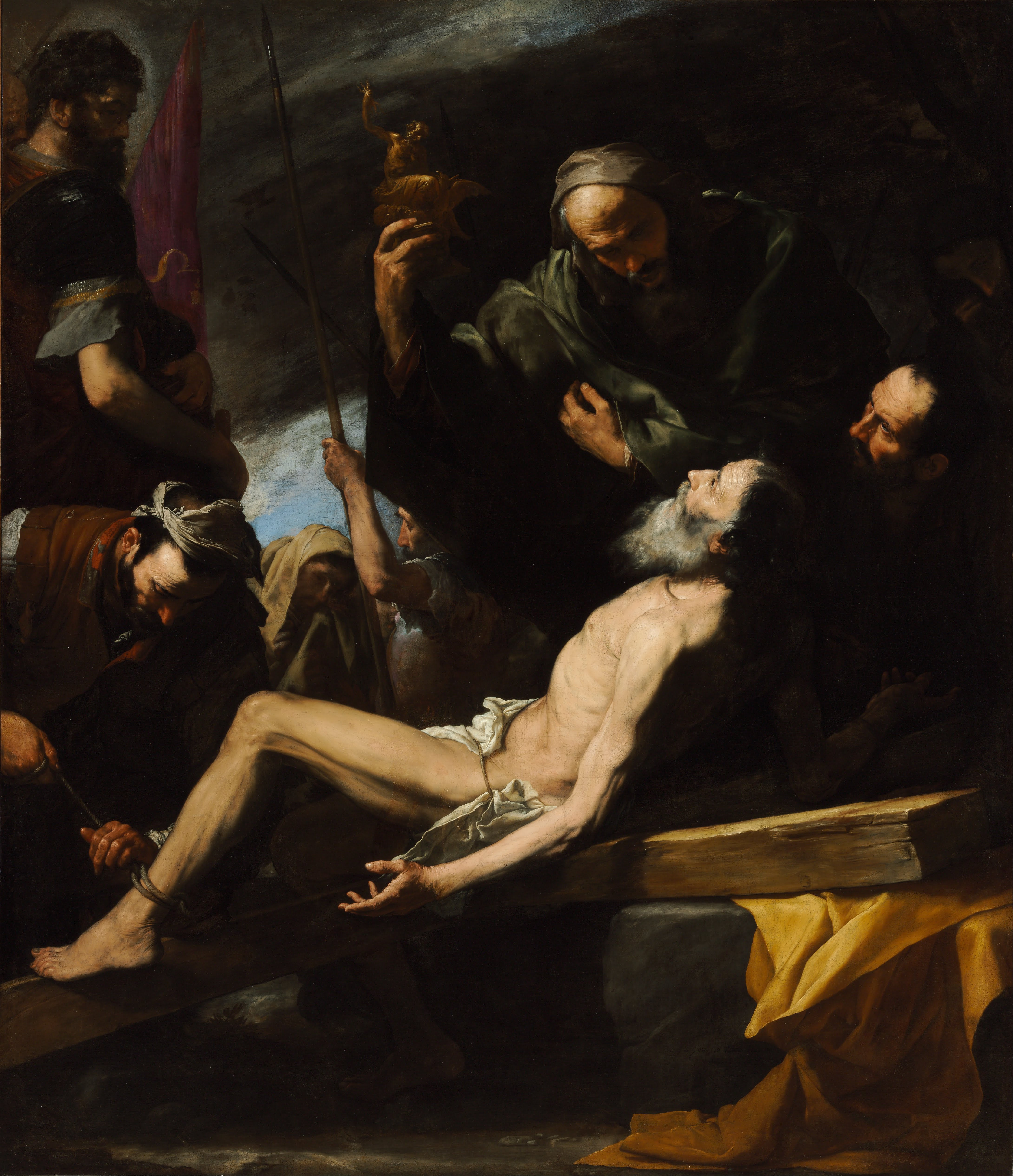
Martiriul Sfântului Andrei, 1628

## Biografie
Ribera a fost botezat pe data de 17 februarie 1591 la Játiva, în apropiere de orașul Valencia. A fost al doilea copil al cizmarului Simón Ribera și al soției sale Margarita Cucó.
Nu se știe exact când Ribera s-a mutat în Italia, însă se știe că a muncit în Parma și Roma, înainte de a se stabili permanent la Napoli, în anul 1616. În același an s-a căsătorit cu fiica pictorului napolitan Gian Bernardino Azzolino.

## Lucrări

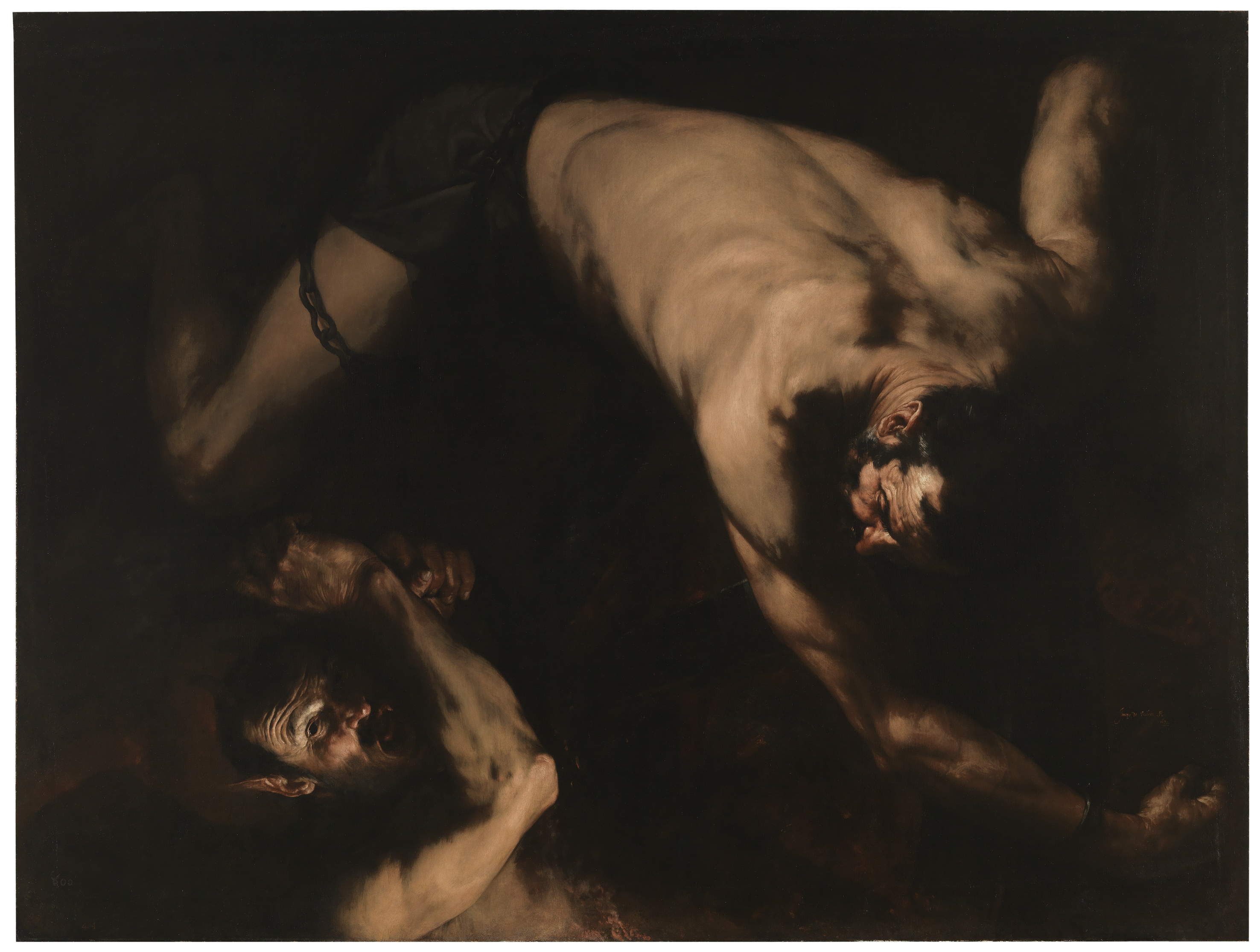
Ixion, 1632. Muzeul Prado, Madrid.
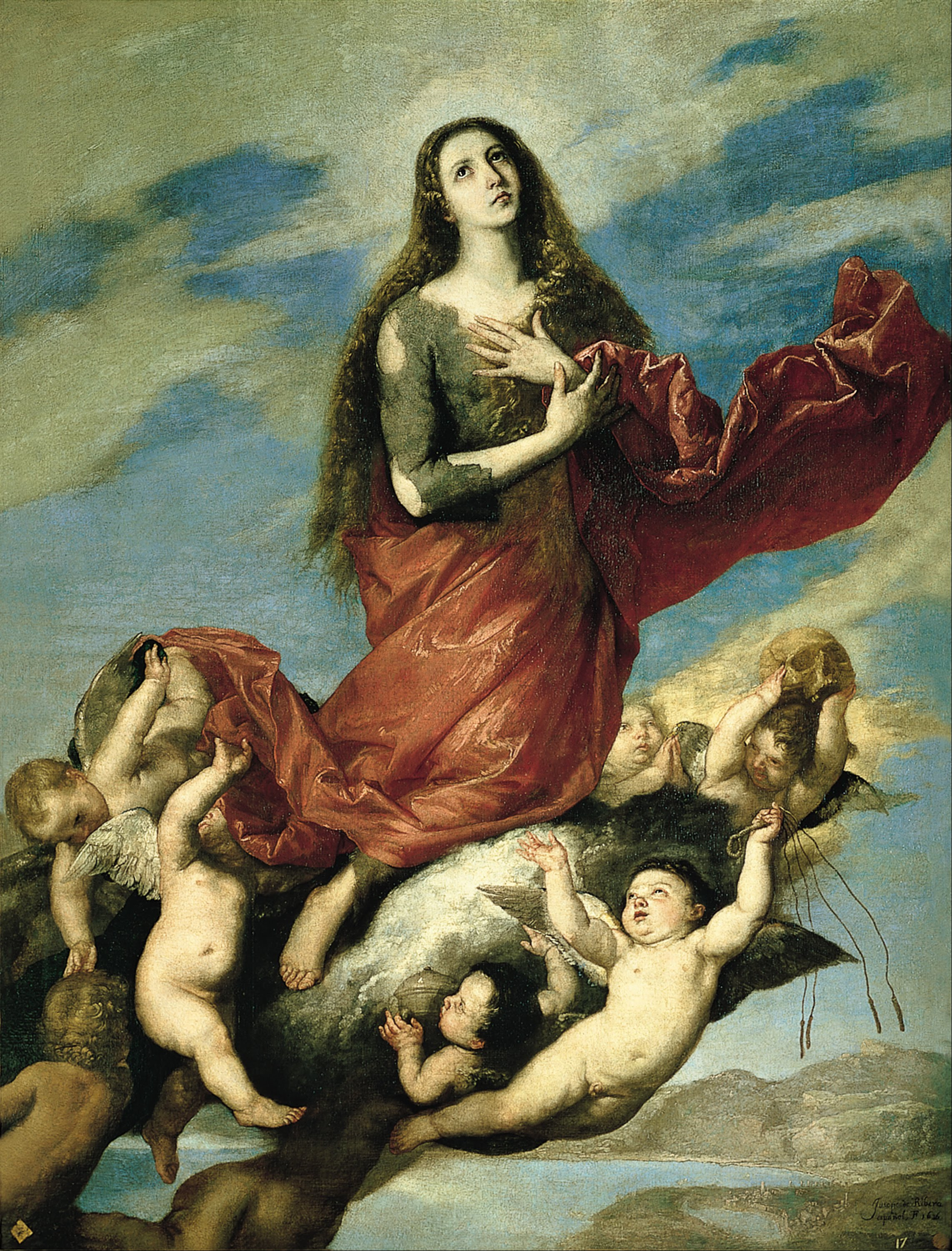
Adormirea Maicii Domnului,  1636, Real Academia de Bellas Artes de San Fernando, Madrid.
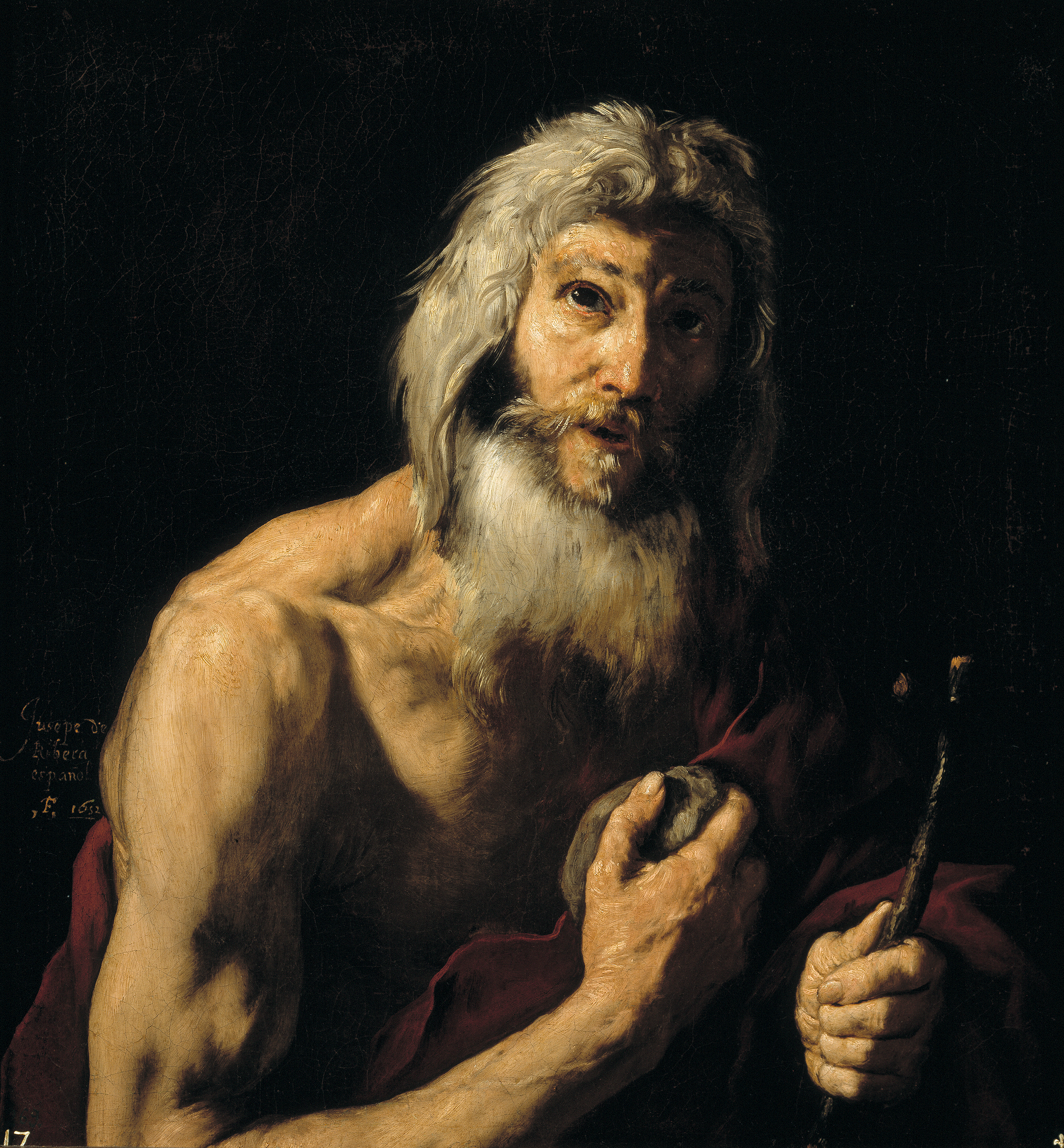
Sfântul Ieronim, 1652. Muzeul Prado, Madrid.
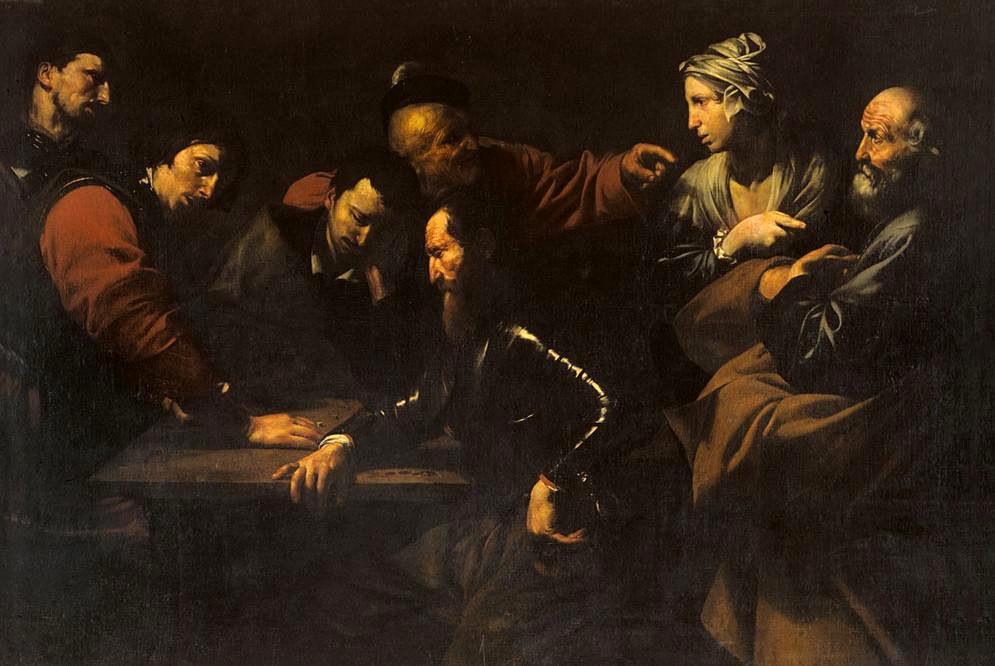
Negarea Sfântului Petru, c. 1615
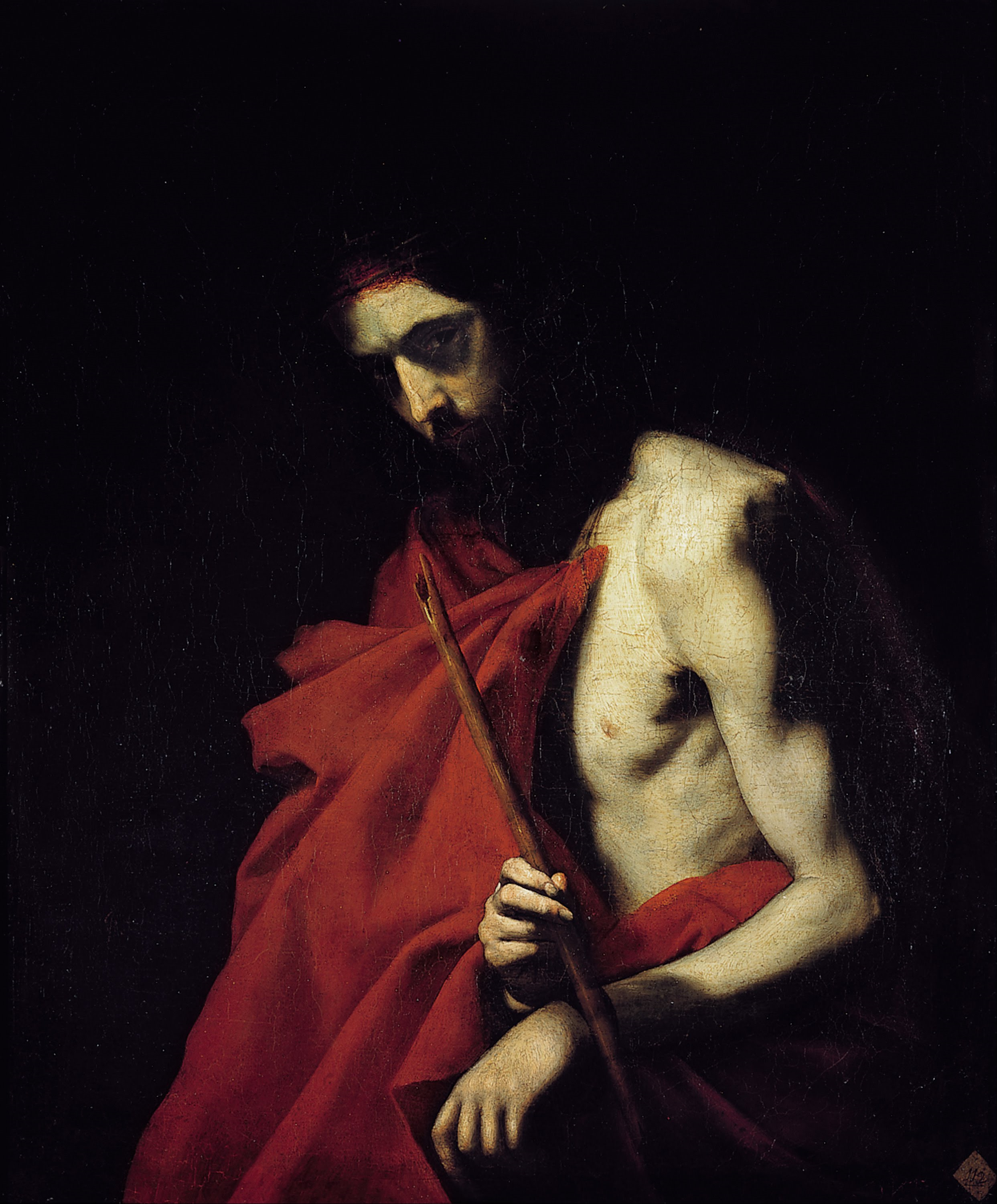
Ecce Homo, 1620. Real Academia de Bellas Artes de San Fernando, Madrid.
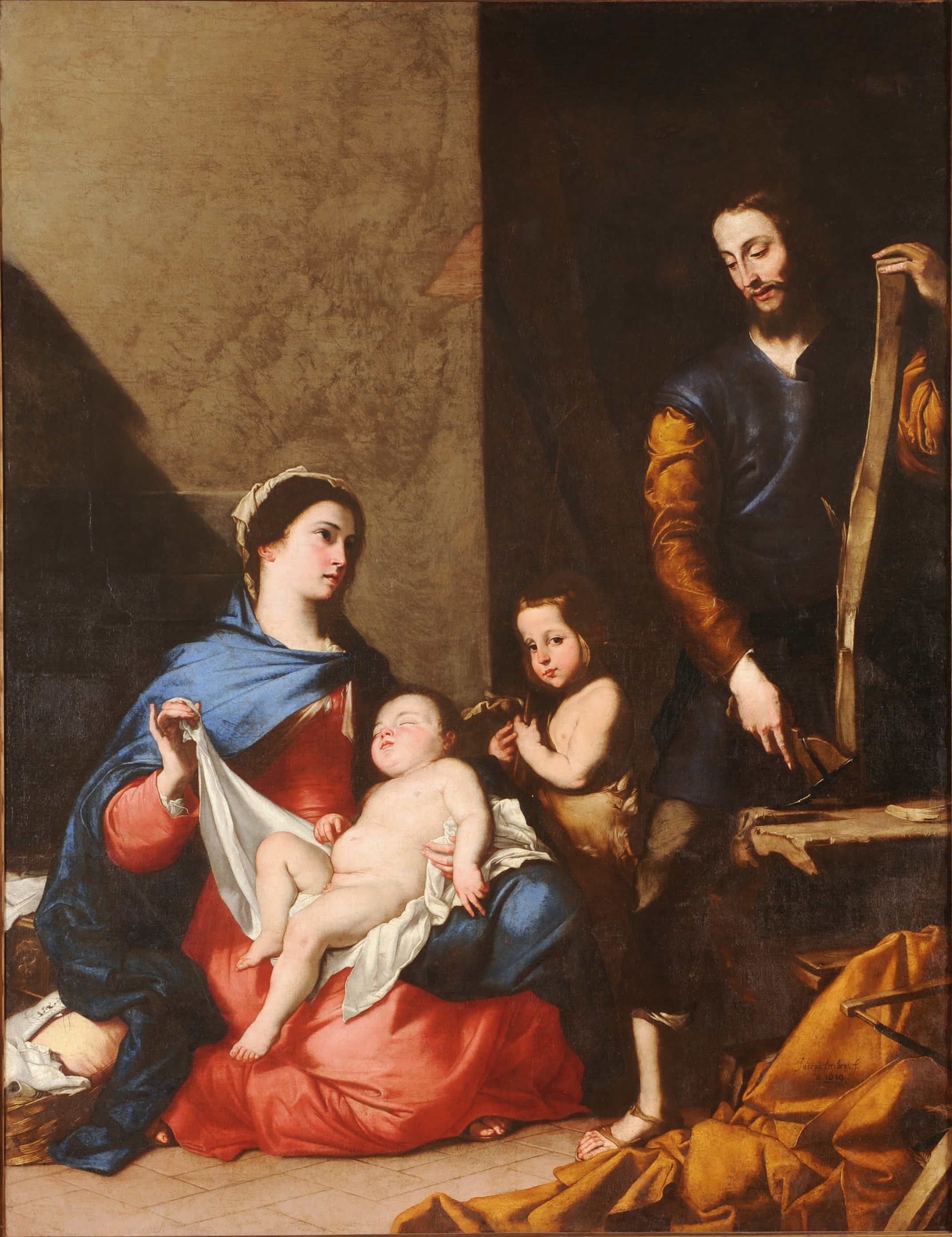
Sfânta Familie, 1639. Muzeul Santa Cruz, Toledo .
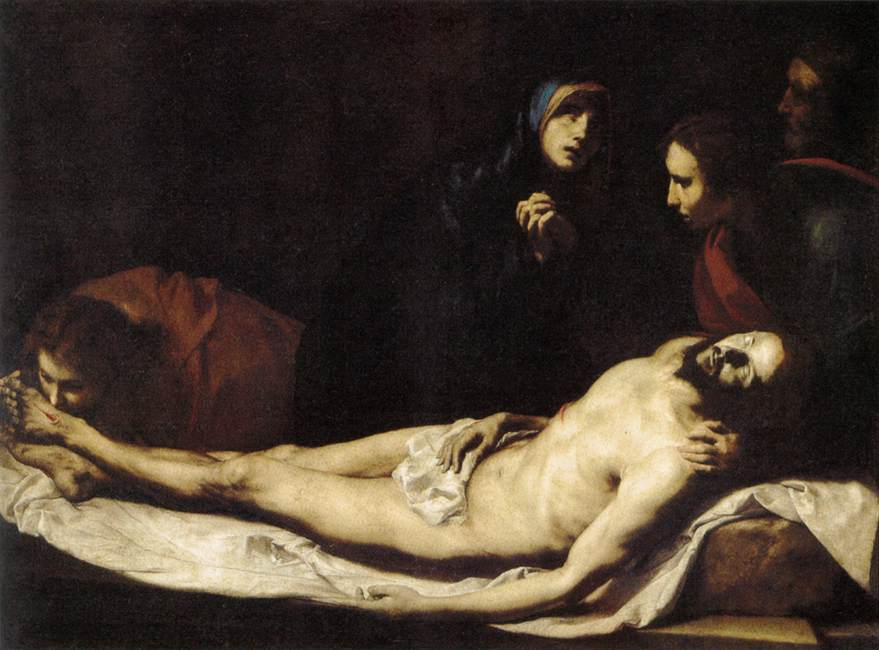
Pietà,  1633, Muzeul Thyssen-Bornemisza, Madrid.